# تقرير سميث
تقرير سميث (رسميًا الطاقة الذرية للأغراض العسكرية) هو الاسم الشائع للتاريخ الإداري الذي كتبه الفيزيائي الأمريكي هنري دي وولف سميث حول مشروع مانهاتن، وهو جهد الحلفاء لتطوير القنابل الذرية خلال الحرب العالمية الثانية. العنوان الفرعي للتقرير هو "سرد عام لتطور أساليب استخدام الطاقة الذرية للأغراض العسكرية". صدر للجمهور في 12 أغسطس 1945، بعد أيام فقط من إلقاء القنبلتين الذريتين على هيروشيما وناجازاكي في 6 و9 أغسطس.
كُلف سميث بكتابة التقرير من قبل اللواء ليزلي غروفز الابن، مدير مشروع مانهاتن. كان تقرير سميث أول تقرير رسمي عن تطور القنابل الذرية والعمليات الفيزيائية الأساسية. كما أنه كان بمثابة إشارة إلى المعلومات التي رفعت السرية عنها؛ يمكن مناقشة أي شيء في تقرير سميث بشكل علني. لهذا السبب، ركز تقرير سميث بشكل كبير على المعلومات، مثل الفيزياء النووية الأساسية، والتي كانت إما معروفة على نطاق واسع بالفعل في المجتمع العلمي أو يمكن استنتاجها بسهولة من قبل عالم مختص، وحذف تقرير سميث تفاصيل حول الكيمياء والمعادن والذخائر. وهذا من شأنه أن يعطي في النهاية انطباعًا خاطئًا بأن مشروع مانهاتن كان يدور حول الفيزياء.
باع تقرير سميث حوالي 127,000 نسخة في أول ثماني طبعات، وكان ضمن قائمة نيويورك تايمز للكتب الأكثر مبيعًا منذ منتصف أكتوبر 1945 حتى أواخر يناير 1946. وقد تُرجم إلى أكثر من 40 لغة.

## خلفية
كان هنري سميث أستاذًا للفيزياء ورئيسًا لقسم الفيزياء بجامعة برينستون من عام 1935 إلى عام 1949. خلال الحرب العالمية الثانية، شارك في مشروع مانهاتن منذ أوائل عام 1941، في البداية كعضو في لجنة أبحاث اليورانيوم التابعة للجنة أبحاث الدفاع الوطني، ثم كمدير مشارك لمختبر المعادن في شيكاغو. في أواخر عام 1943، بدأ رئيس جامعة برينستون، هارولد دودز، في الإصرار على أن يعمل سميث بدوام جزئي في برينستون، حيث كان هناك نقص في الفيزيائيين لأن الكثير منهم كانوا منخرطين في أعمال حربية. كان لدى برينستون التزامات بتعليم أفراد الجيش والبحرية، وكان بحاجة إلى فيزيائيين مثل سميث للوفاء بهذه الالتزامات. لذلك أصبح سميث مستشارًا في شيكاغو، حيث كان مسؤولاً عن تصميم مفاعل نووي يستخدم الماء الثقيل كوسيط للنيوترونات، وانتقل من برينستون، وعمل في شيكاغو في أسابيع بديلة.
في أوائل عام 1944، أثار سميث إمكانية إنتاج تقرير غير سري لعامة الناس حول إنجازات مشروع مانهاتن. وأيد هذه الفكرة مدير مختبر المعادن آرثر كومبتون. قام بترتيب لقاء مع جيمس كونانت، رئيس جامعة هارفارد وأحد كبار مديري مشروع مانهاتن، الذي كان لديه أفكار مماثلة. تناول كونانت الأمر مع مدير مشروع مانهاتن، اللواء ليزلي غروفز الابن. في أبريل، تلقى سميث خطابًا رسميًا من غروفز يطلب منه كتابة مثل هذا التقرير. تمت الموافقة على التقرير واختيار سميث ككاتب له من قبل الهيئة الإدارية لمشروع مانهاتن، لجنة السياسة العسكرية، في مايو 1944.
وكان من المفترض أن يخدم التقرير وظيفتين. الأولى، كان من المفترض أن يكون التقرير العام والرسمي للحكومة الأمريكية عن تطور القنابل الذرية، والذي يحدد تطور المختبرات ومواقع الإنتاج السرية آنذاك في لوس ألاموس، نيو مكسيكو، أوك ريدج، تينيسي، وهانفورد، واشنطن. والعمليات الفيزيائية الأساسية المسؤولة عن عمل الأسلحة النووية، ولا سيما الانشطار النووي والتفاعل النووي المتسلسل. الثانية، كان بمثابة مرجع للعلماء الآخرين فيما يتعلق بالمعلومات التي رفعت السرية عنها، أي شيء قيل في تقرير سميث يمكن أن يقال بحرية في الأدبيات المفتوحة. ولهذا السبب، ركز تقرير سميث بشكل كبير على المعلومات المتاحة بالفعل في الأدبيات التي رفعت عنها السرية، مثل الكثير من الفيزياء النووية الأساسية المستخدمة في الأسلحة، والتي كانت إما معروفة على نطاق واسع بالفعل في المجتمع العلمي أو كان من الممكن استخلاصها بسهولة من قبل عالم مختص.
ذكر سميث الغرض من تقرير سميث في المقدمة:
وهذا يتناقض إلى حد ما مع ما كتبه غروفز في المقدمة:

## كتابة

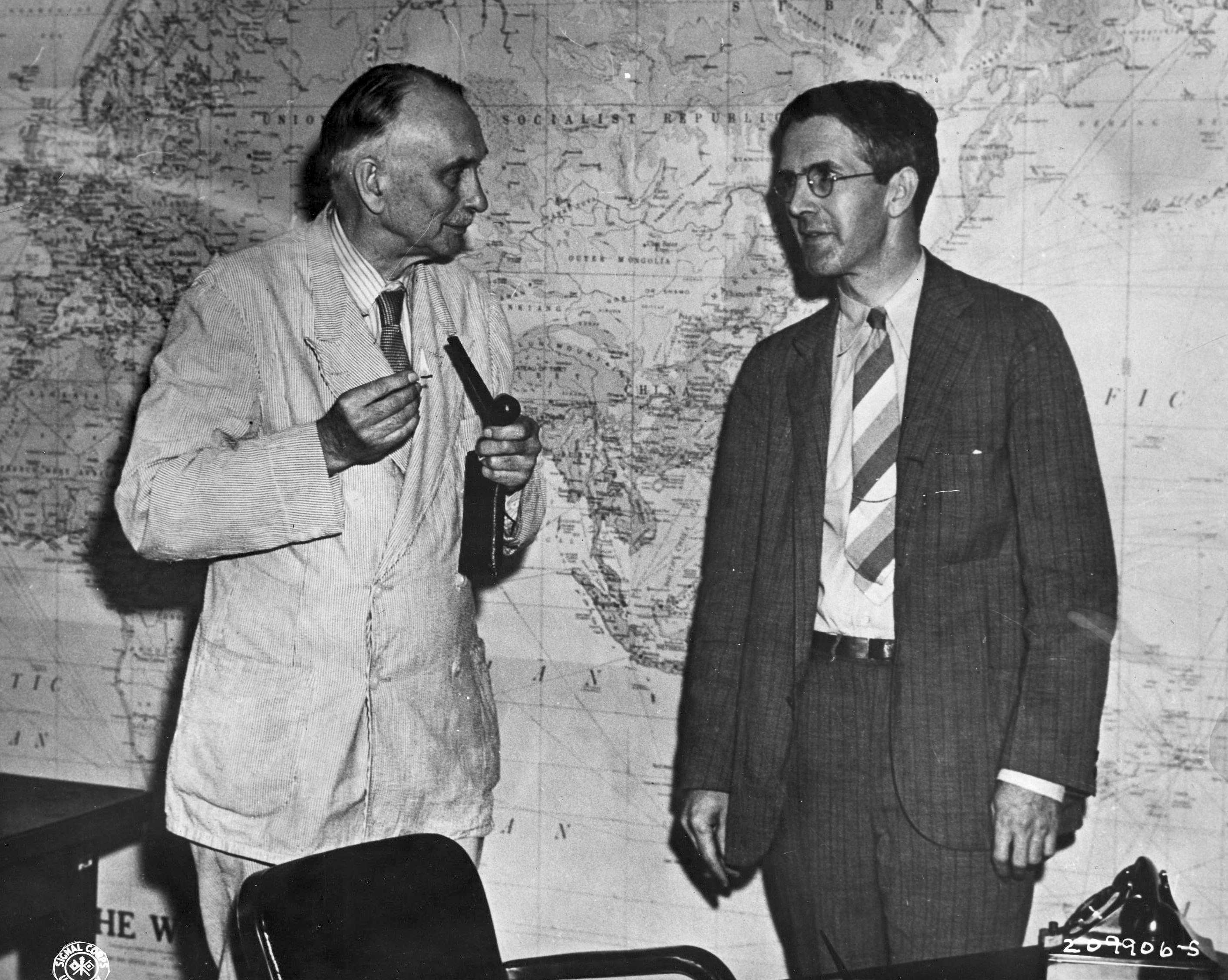
ريتشارد تولمان (يسار) وهنري سميث (يمين)

كان لدى سميث التصاريح الأمنية اللازمة لزيارة مواقع المشروع، والوصول إلى المستندات، ومناقشة العمل مع موظفي البحث. وافق غروفز على طلب سميث لتوظيف فيزيائي آخر من جامعة برينستون، لينكولن سميث، كمساعد باحث.
وبما أن سميث لا يزال ملتزمًا بالتزاماته في برينستون وشيكاغو، فلم يتمكن من العمل على التقرير إلا بدوام جزئي. كتب التقرير في مكتبه في مختبر بالمر في برينستون. وركبت القضبان على نوافذ مكتب سميث والمكتب المجاور له. كان باب الردهة المؤدي إلى مكتبه مغلقًا ومغلقًا بخزنة كبيرة، بحيث كان الوصول الوحيد إليه عبر المكتب المجاور، حيث كان هناك حارس مسلح. كان الحراس يعملون في نوبات مدتها ثماني ساعات، وكان أحدهم حاضرًا على مدار الساعة. عندما أرسل سميث أوراقًا إلى غروفز في واشنطن العاصمة، كان عن طريق البريد العسكري.
أرسل سميث مخططًا أوليًا ومسودة أولية للتقرير إلى غروفز للموافقة عليه في أغسطس 1944، وتلاه في فبراير 1945 مسودات للفصول الاثني عشر الأولى، ولم يتبق سوى الفصل الأخير ليكتمل. قام غروفز وكونانت بمراجعة المسودات، وقدما عدة انتقادات. لقد شعروا أن الأمر كان تقنيًا للغاية بالنسبة للقراء العامين، ولم يذكروا أسماء عدد كافٍ من المشاركين، وتحدثوا كثيرًا عن الأنشطة في مختبر لوس ألاموس. كان غروفز حريصًا بشكل خاص على ذكر الأشخاص المستحقين، لأنه شعر أن هذا من شأنه أن يقلل من خطر الخروقات الأمنية. بعد أن أجرى سميث سلسلة من التغييرات ردًا على ذلك، أرسل غروفز المخطوطة إلى مستشاره العلمي ريتشارد تولمان. ساعد تولمان اثنان من الفيزيائيين الذين كانوا يعملون في مكتبه في لجنة أبحاث الدفاع الوطني كمساعدين فنيين، بول فاين من جامعة تكساس، ووليام شوركليف من جامعة هارفارد. كانت لديهم مهمة مزدوجة تتمثل في تحرير المخطوطة والرقابة عليها.
قبل سميث وتولمان مجموعة من المعايير، واتفقا على إمكانية نشر المعلومات بموجب الشروط التالية:
ثانيا. (أ) هو معروف بشكل عام من قبل العلماء الأكفاء أو (ب) يمكن للعلماء الأكفاء استنتاجه أو تخمينه مما هو معروف بالفعل، بالإضافة إلى المعرفة بأن المشروع كان ناجحًا بشكل عام أو

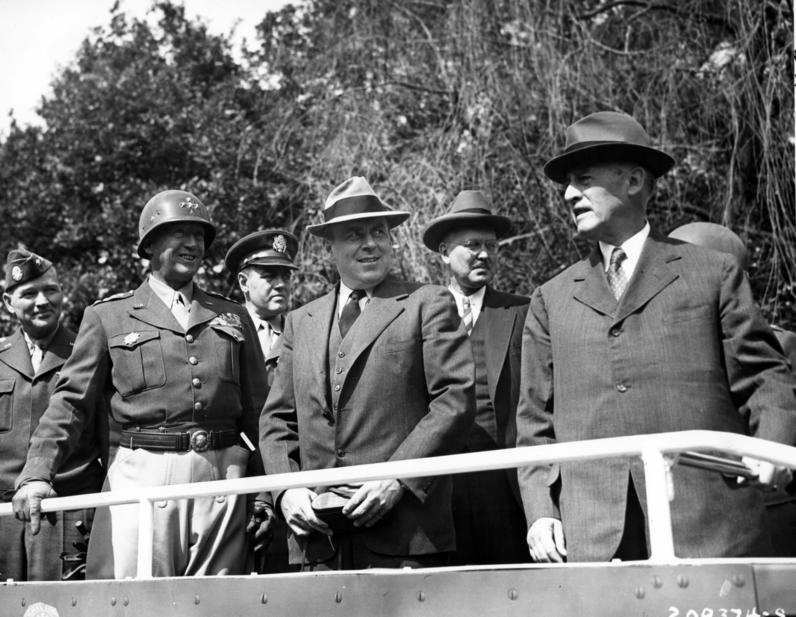
وزير الحرب هنري ستيمسون (يمين) ومستشاروه يراجعون الفرقة المدرعة الثانية في ألمانيا في يوليو 1945. من اليسار إلى اليمين: اللواء فلويد باركس، الجنرال جورج باتون الابن، العقيد ويليام كايل، جون ماكلوي، هارفي بندي.

انتهى تولمان ومساعدوه من إجراء التغييرات في يوليو 1945، وأرسل غروفز نسخًا عن طريق البريد السريع إلى موظفين مختارين. وقدم كل منهم تقريرًا مكتوبًا، وأرجعت مع الرسالة والمخطوطة. كان هؤلاء أشخاصًا مشغولين ولم يكن لديهم في بعض الأحيان سوى بضعة أيام أو حتى ساعات للنظر في المخطوطة. كثيرون، ولكن ليس كلهم، وقعوا على بيان قائلين إنهم سعداء به. أرسل نيكولز، قائد منطقة مانهاتن، مراجعة مفصلة. كان لديه مخاوف بشأن حجم الاعتماد الممنوح لمختلف الأشخاص والمنظمات، وأوصى "بمنح الفضل الكامل إلى شميث لإعداده والتصريح بأن الجيش ليس لديه أي مسؤولية عن التقرير باستثناء مطالبته بإصداره"افعلها." مُنح سميث الفضل، ولكن لم يصدر هذا البيان. لإعداد المسودة النهائية للطابعة، أحضر غروفز طابعين يحملون التصاريح الأمنية المطلوبة إلى واشنطن العاصمة، من المقر الرئيسي لمنطقة مانهاتن في أوك ريدج.
ولأن مشروع مانهاتن كان مسعى للحلفاء، كان على غروفز الحصول على إذن من الحكومتين البريطانية والأمريكية لنشر تقرير سميث. عقد اجتماع في 2 أغسطس 1945 في مكتب وزير الحرب هنري ستيمسون. وكان يرافق ستيمسون مساعديه، هارفي بندي وجورج هاريسون، ومساعده العسكري العقيد ويليام كايل. يمثل غروفز وكونانت وتولمان مشروع مانهاتن. ومثل بريطانيا جيمس تشادويك، رئيس البعثة العلمية البريطانية لمشروع مانهاتن، وروجر ماكينز من السفارة البريطانية. استمر الاجتماع لمدة ساعتين، حيث سعى غروفز وكونانت إلى طمأنة ستيمسون بأن التقرير لن يكشف أسرارًا حيوية للاتحاد السوفيتي.
من جانبه، لم يتمكن تشادويك، الذي لم يقرأ المخطوطة بعد، من فهم سبب رغبة الأمريكيين في نشر مثل هذه الوثيقة. وعندما قرأها، أصبح منزعجًا للغاية. تمت معالجة مخاوفه في لقاء مع غروفز وكونانت، وقبل وجهة نظرهم. وكتب: "أنا الآن مقتنع بأن الظروف الخاصة جدًا الناشئة عن طبيعة المشروع وتنظيمه تتطلب معاملة خاصة، وقد يكون تقرير من هذا النوع ضروريًا للحفاظ على أمن العناصر الأساسية للمشروع".

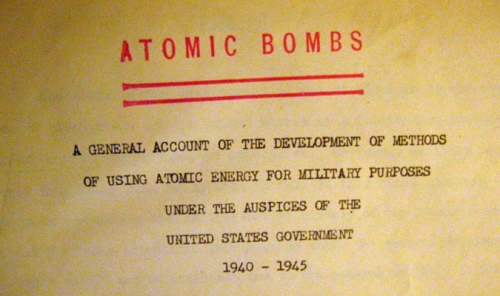
الغلاف الأصلي للطبعة الحجرية من تقرير سميث، مع ختم العنوان الأحمر. وهذه النسخة موجودة في قسم الكتب النادرة والمجموعات الخاصة بمكتبة الكونغرس.

## الفهرس
- Agar، Jon (2012). Science in the Twentieth Century and Beyond. Cambridge, UK: Polity Press. ISBN:978-0-7456-3469-2. OCLC:437299666.
- Brown، AC؛ MacDonald، C.B.، المحررون (1977). Secret History of the Atomic Bomb. New York: Dial Press/James Wade. ISBN:0-440-57728-4. OCLC:4433564013.
- Bundy، McGeorge (1988). Danger and Survival: Choices About the Bomb in the First Fifty Years. New York: Random House. ISBN:0-394-52278-8.
- Coleman، Earle E. (Spring 1976). "The "Smyth Report": A Descriptive Checklist" (PDF). The Princeton University Library Chronicle. Princeton University Press. ج. 37 ع. 3: 204–218. DOI:10.2307/26404013. ISSN:0032-8456. JSTOR:26404013. مؤرشف من الأصل (PDF) في 2019-04-04. اطلع عليه بتاريخ 2013-06-20.
- Compton، Arthur (1956). Atomic Quest. New York: Oxford University Press. OCLC:173307.
- Crease، Robert P. (2009). A Brief Guide to the Great Equations: the Hunt for Cosmic Beauty in Numbers. London: Robinson. ISBN:978-1-84529-281-2. OCLC:317746066.
- Groves، Leslie (1945). "Foreword". في Smyth، Henry DeWolf (المحرر). Atomic Energy for Military Purposes; the Official Report on the Development of the Atomic Bomb under the Auspices of the United States Government, 1940–1945. Princeton: Princeton University Press. ISBN:978-0-8047-1722-9.
- Groves، Leslie (1962). Now it Can be Told: The Story of the Manhattan Project. New York: Harper & Row. ISBN:0-306-70738-1. OCLC:537684.
- Hewlett، Richard G.؛ Holl، Jack M. (1989). Atoms for Peace and War, 1953–1961: Eisenhower and the Atomic Energy Commission (PDF). Berkeley: University of California Press. ISBN:0-520-06018-0. مؤرشف من الأصل (PDF) في 2024-04-26.
- Holloway، David (1994). Stalin and the Bomb: The Soviet Union and Atomic Energy, 1939–1956. New Haven: Yale University Press. ISBN:0-300-06056-4. مؤرشف من الأصل في 2023-07-09.
- Jones، Vincent (1985). Manhattan: The Army and the Atomic Bomb (PDF). Washington, DC: United States Army Center of Military History. OCLC:10913875. مؤرشف من الأصل (PDF) في 2014-10-07. اطلع عليه بتاريخ 2013-06-08.
- Rhodes، Richard (1995). Dark Sun: The Making of the Hydrogen Bomb. New York: Simon & Schuster. ISBN:0-684-80400-X. OCLC:32509950.
- Schwartz، Rebecca (2008). The Making of the History of the Atomic Bomb: Henry DeWolf Smyth and the Historiography of the Manhattan Project (Ph.D.). جامعة برينستون.
- Smith، Datus C. (Spring 1976). "The Publishing History of the "Smyth Report"" (PDF). The Princeton University Library Chronicle. Princeton University Press. ج. 37 ع. 3: 191–203. DOI:10.2307/26404012. ISSN:0032-8456. JSTOR:26404012. مؤرشف من الأصل (PDF) في 2019-04-04. اطلع عليه بتاريخ 2013-06-20.
- Smyth، Henry DeWolf (1945). Atomic Energy for Military Purposes; the Official Report on the Development of the Atomic Bomb under the Auspices of the United States Government, 1940–1945. Princeton: Princeton University Press. ISBN:978-0-8047-1722-9. مؤرشف من الأصل في 2023-09-28.
- Smyth، Henry DeWolf (Spring 1976). "The "Smyth Report"" (PDF). The Princeton University Library Chronicle. Princeton University Press. ج. 37 ع. 3: 173–90. DOI:10.2307/26404011. ISSN:0032-8456. JSTOR:26404011. مؤرشف من الأصل (PDF) في 2019-04-04. اطلع عليه بتاريخ 2013-06-20.
- Wellerstein، Alex (أغسطس 17, 2012a). "The End of the Nuclear Age". Nuclear Secrecy. مؤرشف من الأصل في مارس 24, 2013. اطلع عليه بتاريخ يوليو 28, 2013.
- Wellerstein، Alex (17 أغسطس 2012b). "Letter, Smyth to Oppenheimer, April 6, 1945" (PDF). Nuclear Secrecy. مؤرشف من الأصل (PDF) في 2012-12-23. اطلع عليه بتاريخ 2013-07-28.
- Wellerstein، Alex (15 أغسطس 2012c). "Los Alamos and the Smyth Report". Nuclear Secrecy. مؤرشف من الأصل في 2023-02-09. اطلع عليه بتاريخ 2014-12-03.

## روابط خارجية
- تقرير سميث مكتوب بالكامل ومتاح على الإنترنت
- فحص تقرير سميث بالكامل، من أرشيف الإنترنت
- الترجمة الروسية لتقرير سميث